# Porto Alegre Challenger 1985
Il Porto Alegre Challenger 1985 è stato un torneo di tennis facente parte della categoria ATP Challenger Series nell'ambito dell'ATP Challenger Series 1985. Il torneo si è giocato a Porto Alegre in Brasile dal 28 ottobre al 3 novembre 1985 su campi in terra rossa.

## Vincitori

### Singolare
Mikael Pernfors ha battuto in finale  Karel Nováček con il punteggio di 6–2, 6–3

### Doppio
Tom Nijssen /  Johan Vekemans hanno battuto in finale  Claudio Mezzadri /  Ivo Werner con il punteggio di 6–4, 2–6, 7–6